# Pawee Tanthatemee
Pawee Tanthataemee (thailändisch อดิศักดิ์ ไกรษร, * 22. Oktober 1996 in Ratchaburi) ist ein thailändischer Fußballspieler.

## Karriere

### Verein
Pawee Tanthataemee erlernte das Fußballspielen in den Schulmannschaften der Patumkongka School und der Suankularb Nonthaburi School sowie den Jugendmannschaften des Bangkok Christian College FC und Ratchaburi Mitr Phol. Seinen ersten Vertrag unterschrieb er 2016 bei seinem Jugendverein Ratchaburi Mitr Phol. Die Rückserie 2018 wurde er an den Ligakonkurrenten Ubon UMT United ausgeliehen. Nach der Ausleihe kehrte er nach Ratchaburi zurück. Nach 110 Ligaspielen wechselte er im Sommer zum ebenfalls in der ersten Liga spielenden PT Prachuap FC. Nach insgesamt 39 Ligaspielen wechselte er im Sommer 2025 zum Erstligaaufsteiger Kanchanaburi Power FC nach Kanchanaburi.

### Nationalmannschaft
2016 spielte Pawee Tanthataemee viermal in der U-21-Nationalmannschaft. Zweimal trug er das Trikot der U-23. Seit 2019 spielt er in der thailändischen Nationalmannschaft. Sein Debüt gab er am 5. Juni 2019 in einem Freundschaftsspiel gegen Vietnam in der Chang Arena in Buriram, dass Thailand mit 0:1 verlor.

## Erfolge

### Verein
Ratchaburi Mitr Phol FC
- Thailändischer Pokalfinalist: 2019

### Nationalmannschaft
Thailand U21
- Nations Cup (Malaysia): 2016

Thailand
- Südostasienmeisterschaft: 2021